# Laureta Meci
Laureta Meci (ur. 30 sierpnia 1977 w Kuçovej w Albanii) – amerykańska aktorka, piosenkarka i modelka pochodzenia albańskiego.

## Życiorys
Urodziła się w Kuçovej, gdzie ukończyła szkołę średnią. W 1995 przeniosła się wraz z rodziną do Aten. W 1998 przyjechała na studia do USA. Kształciła się w Stella Adler School w Nowym Jorku, równolegle rozpoczynając karierę modelki i aktorki. Brała udział w kampanii American Culture Hair Care Products. Jej fotografie pojawiały się na okładkach pism albańskojęzycznych wydawanych w USA, jak Illyria czy Jeta.
Pierwszym singlem, który wydała był utwór "Respect me". W 2012 ukazał się kolejny singiel "Turn around".

## Role filmowe
- 2004: Shadow Kill